# Амарант (рід птахів)
Амара́нт (Lagonosticta) — рід горобцеподібних птахів родини астрильдових (Estrildidae). Представники цього роду мешкають в Африці на південь від Сахари.

## Види
Виділяють одинадцять видів:
- Амарант червонодзьобий (Lagonosticta senegala)
- Амарант червоний (Lagonosticta rubricata)
- Амарант світлодзьобий (Lagonosticta landanae)[6]
- Амарант рожевий (Lagonosticta rhodopareia)
- Амарант малійський (Lagonosticta virata)
- Амарант червоноспинний (Lagonosticta sanguinodorsalis)
- Амарант чадський (Lagonosticta umbrinodorsalis)
- Амарант червоночеревий (Lagonosticta rara)
- Амарант савановий (Lagonosticta rufopicta)
- Амарант бурий (Lagonosticta nitidula)
- Амарант масковий (Lagonosticta larvata)

## Етимологія
Наукова назва роду Lagonosticta походить від сполучення слів дав.-гр. λαγων — бік і στικτος — цяткований.